# Contes de Cantorbéry de Katherine Swinbrooke
Les Contes de Cantorbéry de Katherine Swinbrooke (The Canterbury Tales of Kathryn Swinbrooke) est une série de romans policiers historiques de C.L. Grace (un des pseudonymes de l'auteur de romans policiers historiques Paul C. Doherty). Le personnage principal est Kathryn Swinbrooke apothicaire et médecin dans la ville de Cantorbéry en Angleterre. Les romans se déroulent au XVe siècle pendant la guerre des Deux-Roses.

## Personnages

### Personnages principaux
- Kathryn Swinbrooke : elle exerce la profession  d'apothicaire et de médecin. Elle a appris son art avec son père qui avait la même profession et avait étudié la médecine en Italie et à Paris. Elle a été mariée à Alexander Wyville, homme violent qui la battait. Il a disparu après avoir rejoint le parti de Lancastre

Elle habite à Cantorbéry dans Ottemelle lane. Sa maison est aussi l'endroit où elle soigne ses patients.
- Colum Murtag : il est irlandais et au service du roi Édouard IV d'Angleterre. Dans la série, il est maréchal de la maison du roi, commissaire du roi à Cantorbéry et a la charge des écuries de Kingsmead. Cette charge lui a été remise en récompense de ses loyaux services par le roi.

Adolescent, en Irlande, il avait été condamné à la pendaison pour avoir comploté contre le roi d'Angleterre. En raison de son jeune âge, ce dernier le gracia et le prit à son service. Cette grâce lui valut la haine de ses anciens amis qui le poursuivent pour le tuer.

### Personnages historiques
- Édouard IV d'Angleterre

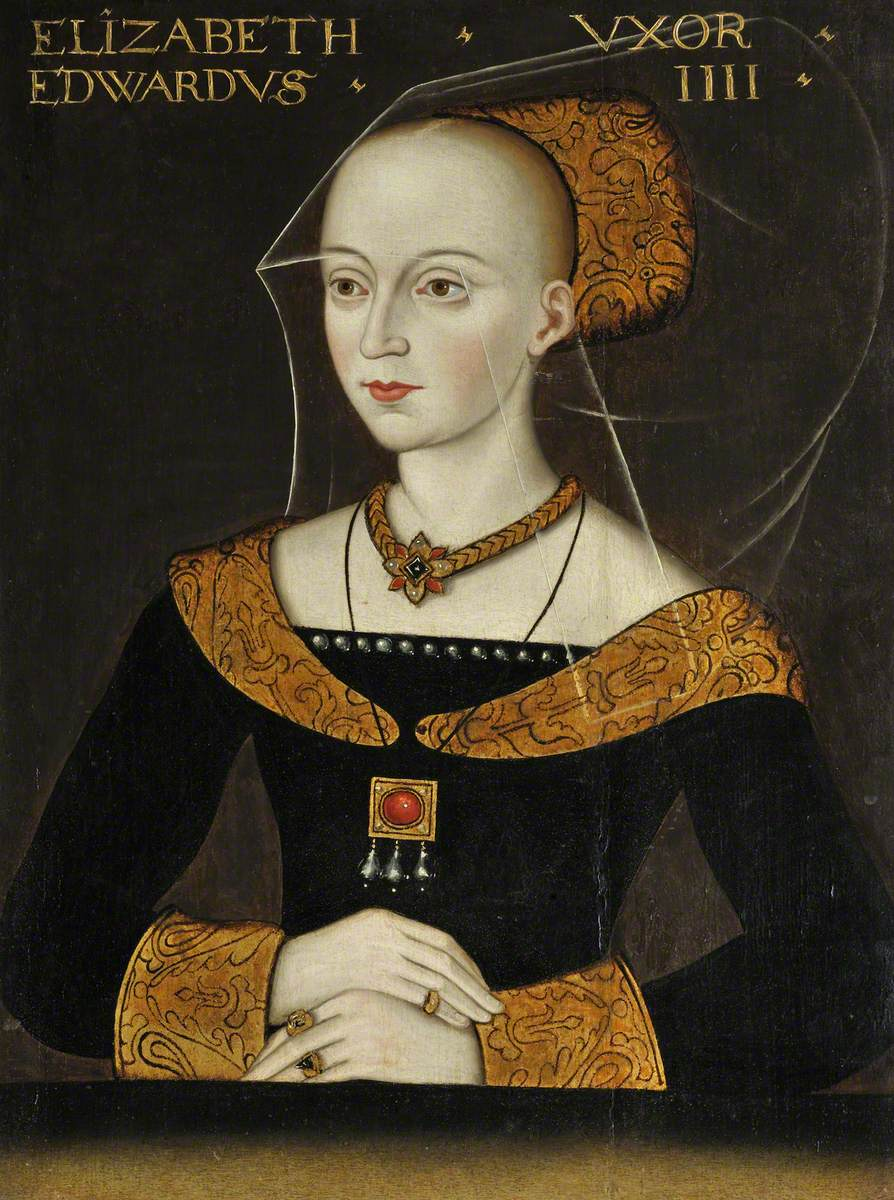
Elizabeth Woodville

- Richard comte de Gloucester (futur Richard III d'Angleterre)
- George duc de Clarence ; frère d'Édouard IV
- Élisabeth Woodville : femme d'Édouard IV
- Cécile Neville (Cécile d'York dite la Rose de Raby, titre français du cinquième tome) : mère de Édouard IV d'Angleterre

Ces personnages historiques tiennent un rôle parfois direct dans la série. L'intrigue du cinquième tome (la Rose de Raby) est directement en rapport avec une trahison qui secoua la cour d'Édouard IV.

### Personnages secondaires
- Thomasina : elle a été la nourrice de Kathryn, c'est dans la série la servante de l'héroïne et sa confidente. Elle a un caractère bien trempé.
- Simon Luberon : secrétaire de l'archevêque de Cantorbéry, grand clerc du conseil de la ville. C'est un ami de Kathryn dont il est secrètement amoureux.
- Agnès : jeune fille qui vit et travaille dans la maison de Kathryn. Elle a été recueillie enfant par le père de Kathryn.
- Wuff : jeune orphelin que Kathryn recueille dans le premier tome.

## Le contexte historique de la série
Les Contes de Cantorbéry de Kathrin Swinbrooke se déroulent dans cette ville anglaise. La ville et le poète Chaucer qui écrivit au XIVe siècle les Contes de Cantorbéry tiennent une place importante dans la série.
Le premier roman débute peu de temps après la bataille de Tewkesbury qui décida en 1471 de la victoire de la maison de York sur la maison de Lancastre et qui mit sur le trône Édouard IV d'Angleterre.

## Liste des romans
- A Shrine of Murders (1993) Publié en français sous le titre Meurtres dans le sanctuaire, Paris, 10/18, « Grands Détectives » no 3029, 1999
- The Eye of God (1994) Publié en français sous le titre L'Œil de Dieu, Paris, 10/18, « Grands Détectives » no 3030, 1999
- The Merchant of Death (1995) Publié en français sous le titre Le Marchand de mort, Paris, 10/18, « Grands Détectives » no 3094, 1999
- The Book of Shadows (1996) Publié en français sous le titre Le Livre des ombres, Paris, 10/18, « Grands Détectives » no 3190, 2000
- Saintly Murders (2001) Publié en français sous le titre La Rose de Raby, Paris, 10/18, « Grands Détectives » no 3406, 2002
- A Maze of Murders (2003) Publié en français sous le titre Le Lacrima Christi, Paris, 10/18, « Grands Détectives » no 3836, 2005
- A Feast of Poisons (2004) Publié en français sous le titre Le Temps des poisons, Paris, 10/18, « Grands Détectives » no 3928, 2006